# Ugerløse Sogn
Ugerløse Sogn er et sogn i Holbæk Provsti (Roskilde Stift).
Ugerløse Sogn var forenet med Store Tåstrup Sogn indtil 1883, hvor det blev et selvstændigt pastorat. Begge sogne hørte til Merløse Herred i Holbæk Amt. Ugerløse sognekommune blev i 1896 også adskilt fra Store Tåstrup. Ved kommunalreformen i 1970 blev både Ugerløse og Store Tåstrup indlemmet i Tølløse Kommune, der ved strukturreformen i 2007 indgik i Holbæk Kommune.
I Ugerløse Sogn ligger Ugerløse Kirke.
I sognet findes følgende autoriserede stednavne:
- Brohuse (bebyggelse)
- Brændemølle (bebyggelse)
- Brændholt (bebyggelse, ejerlav)
- Eskebjerg (bebyggelse)
- Fledskov (areal, bebyggelse, ejerlav)
- Flædebæk (bebyggelse)
- Jonstrup (bebyggelse, ejerlav)
- Jonstrup Lynghuse (bebyggelse)
- Lilleskov (bebyggelse)
- Maglebjerg (bebyggelse)
- Minnislyst (bebyggelse, ejerlav)
- Nyrup (bebyggelse, ejerlav)
- Skovhuse (bebyggelse)
- Ubberup (bebyggelse, ejerlav)
- Ugerløse (bebyggelse, ejerlav)